# Reinøya (Måsøy)
Reinøya (Noord-Samisch: Reainnát) is een eiland in de provincie Finnmark in het noorden van Noorwegen. Het eiland ligt in de gemeente Måsøy.